# 村松秀直

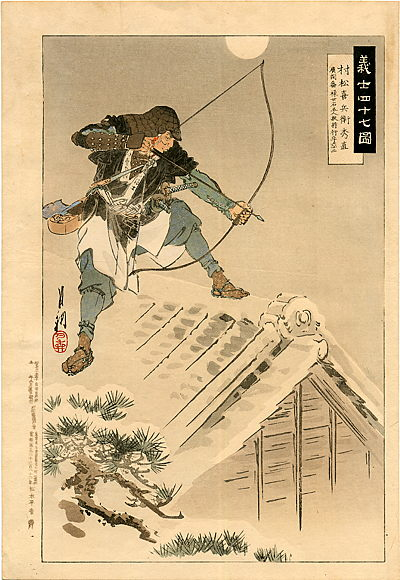
『義士四十七図　村松喜兵衛秀直』（尾形月耕画）

村松 秀直（むらまつ ひでなお、寛永19年（1642年） - 元禄16年2月4日（1703年3月20日））は、江戸時代前期の武士。赤穂浪士四十七士の一人。通称は喜兵衛（きへえ）。

## 生涯
寛永19年（1642年）、浪人の堀江九右衛門の長男として江戸で生まれた。父・九右衛門は町人に身を落とすが、秀直自身は寛文元年（1661年）頃に赤穂藩士で和算学者の村松茂清（九太夫）の婿養子に入り、武士の身分を保った。茂清には村松半太夫という実子がいたが、家を飛び出して行方不明になっていたため、秀直が婿養子に迎えいれられたのである。
元禄9年（1696年）に養父・茂清が死去し、村松家の家督を継いだ。赤穂藩では江戸詰めの扶持奉行また宗門改（20石5人扶持）として仕えた。長く江戸詰めであり、元禄14年（1701年）3月14日に主君・浅野長矩が吉良義央に刃傷に及んだ際にも秀直もその長男村松高直も江戸にあった。すぐさま赤穂へ向かい、大石良雄に神文血判書を提出した。その後、江戸へ戻ると、はじめ南八丁堀築地小田原町、のち吉良邸のある本所に借家し、隆円と号して医者に成りすましながら、吉良の動向を探った。しかし金に苦労したようで大石から1両の借金をしている。
その後、長男・高直とともに吉良邸討ち入りに参加し、表門隊に属した。武林隆重が吉良義央を斬殺し、一同がその首をあげたあとは、長府藩毛利家にお預かりとなり、同家家臣・田上五左衛門の介錯で切腹した。享年62。主君・浅野長矩と同じ江戸の高輪泉岳寺に葬られた。法名は刃有梅剣信士。

## 辞世
- 「命にも易（かえ）ぬ一つを失はば逃匿れても此を遁れん」[1]

## 遺品
- 刀 国長 二尺八寸、脇差 寒広二尺四寸（泉岳寺住職による売却で現存せず）[2]

## 子孫
秀直の次男村松政右衛門は、旗本小笠原長門守の家臣になっていたが、父と兄に連座して伊豆大島へ流された。宝永3年（1706年）に宝永3年に桂昌院の一周忌による大赦令で政右衛門の赦免が認められて、他の赤穂浪士たちの遺児よりも一足早く江戸へ戻った。洞雲寺で出家し、無染と号する。さらに宝永6年（1709年）には赤穂浪士遺児全員に大赦があったので還俗し、小笠原長門守に再び仕えることができたという。しかし小笠原家の礼法や式典を重んじる家風と合わず去る。後年、武州赤山の田舎で暮らしその終わりは詳かでない。

## 創作
元は町人だったとされる。按摩に変装して吉良邸を探るが、揉みが下手で曲者と思われる。興助という乱暴者たちに袋叩きにされ柔術で投げ飛ばす。